# Bothriocline trifoliata
Bothriocline trifoliata là một loài thực vật có hoa trong họ Cúc. Loài này được (De Wild. & Muschl.) Wild & G.V.Pope mô tả khoa học đầu tiên năm 1977.